# Puchar Niemiec w piłce nożnej (1958/1959)
Puchar Niemiec w piłce nożnej mężczyzn 1958/1959 – 16. edycja rozgrywek mających na celu wyłonienie zdobywcy Pucharu Niemiec. Tym razem trofeum wywalczył Schwarz-Weiss Essen. Finał został rozegrany na Auestadion w Kassel.

## Kwalifikacje
Mecze rozegrano 16 sierpnia 1959 roku.
| Drużyna 1  | Wynik | Drużyna 2           |
| ---------- | ----- | ------------------- |
| Hertha BSC | 3:6   | Schwarz-Weiss Essen |

## Plan rozgrywek
Rozgrywki szczebla centralnego składały się z 2 części:
- Półfinał: 3 października i 12 grudnia 1959 roku
- Finał: 27 grudnia 1959 roku na Auestadion w Kassel

## Półfinały
Mecze rozegrano 3 października i 12 grudnia 1959 roku.
| Drużyna 1            | Wynik      | Drużyna 2           |
| -------------------- | ---------- | ------------------- |
| Borussia Neunkirchen | 2:1        | VfR Mannheim        |
| Hamburger SV         | 1:2 (dog.) | Schwarz-Weiss Essen |

## Finał
| 27 grudnia 1959 13:45 CEST | Schwarz-Weiss Essen · Rummel 25', 50' · Klöckner 66' · Trimhold 70' · Schieth 80' | 5:21:0Raport | Borussia Neunkirchen · 86' (k.) Emser · 87' Dörrenbacher | Auestadion, Kassel Widzów: 20 000 Sędzia: Gerhard Schulenburg (Hamburg) |
|                            |                                                                                   |              |                                                          |                                                                         |

| SCHWARZ-WEISS ESSEN: |   |                  |
|                      |   |                  |
| BR                   | 1 | Hermann Merchel  |
| OB                   |   | Karl-Heinz Mozin |
| OB                   |   | Gert Pips        |
| PO                   |   | Heinz Steinmann  |
| PO                   |   | Ede Kasperski    |
| PO                   |   | Heinz Ingenbold  |
| NA                   |   | Hubert Schieth   |
| NA                   |   | Hans Küppers     |
| NA                   |   | Horst Trimhold   |
| NA                   |   | Manfred Rummel   |
| NA                   |   | Theo Klöckner    |
| Trener:              |   |                  |
| Hans Wendlandt       |   |                  |

| BORUSSIA NEUNKIRCHEN: |   |                   |
|                       |   |                   |
| BR                    | 1 | Ladislav Jirasek  |
| OB                    |   | Josef Frisch      |
| OB                    |   | Hans Schreier     |
| PO                    |   | Dieter Harig      |
| PO                    |   | Gerd Lauck        |
| PO                    |   | Erich Leist       |
| NA                    |   | Horst Meurer      |
| NA                    |   | Rudi Dörrenbächer |
| NA                    |   | Ewald Follmann    |
| NA                    |   | Werner Emser      |
| NA                    |   | Karl Ringel       |
| Trener:               |   |                   |
| Bernd Oles            |   |                   |

| Puchar Niemiec w piłce nożnej 1958–1959 Zwycięzcy |
| ------------------------------------------------- |
| Schwarz-Weiss Essen 1. Tytuł                      |